# Lijst van rijksmonumenten in Lage Zwaluwe
De plaats Lage Zwaluwe telt 11 inschrijvingen in het rijksmonumentenregister. Hieronder een overzicht.
| Object | Oorspronkelijke functie? | Bouwjaar                   | Architect | Locatie                  | Coördinaten?                  | Nr.?   | Afbeelding |
| --- | ------------------------ | -------------------------- | --------- | ------------------------ | ----------------------------- | ------ | --- |
| Boerderij van het langstraatse type met dwarshuis                                                                                                 | Boerderij                | begin 19e eeuw             |           | Gaete 19                 | 51° 41' 58" NB, 4° 42' 49" OL | 22209  | Meer afbeeldingen |
| Dwarshuis onder zadeldak tussen zij-topgevels | Woonhuis                 | 1779                       |           | Nieuwlandsedijk 17       | 51° 42' 47" NB, 4° 41' 53" OL | 22211  | Meer afbeeldingen |
| Huis onder zadeldak en met topgevel | Woonhuis                 | 1839                       |           | Nieuwlandsedijk 43       | 51° 42' 49" NB, 4° 41' 47" OL | 22212  | Huis onder zadeldak en met topgevel |
| Huis onder schilddak en met lijstgevel met ingezwenkte hoeken                                                                                     | Woonhuis                 | eind 18e of begin 19e eeuw |           | Nieuwlandsedijk 53       | 51° 42' 50" NB, 4° 41' 46" OL | 22213  | Meer afbeeldingen |
| R.K. pastorie | Kerkelijke dienstwoning  | 1787                       |           | Plantsoen 2              | 51° 42' 17" NB, 4° 42' 36" OL | 22214  | Meer afbeeldingen |
| Woonhuis voorzien van een tussenlid en een griendschuur                                                                                           | Woonhuis                 | 1850-1900                  |           | Nieuwlandsedijk 79       | 51° 42' 51" NB, 4° 41' 41" OL | 510855 | Meer afbeeldingen |
| Griendwerkerskeet | Boerderij                | 1875-1925                  |           | Industriestraat 4        | 51° 42' 52" NB, 4° 41' 32" OL | 521498 | Meer afbeeldingen |
| Tankval | Versperring              | Begin jaren 1940           |           | Oude Weg/Flierstraat     | 51° 42' 49" NB, 4° 40' 38" OL | 521499 | Upload foto |
| Tankval | Versperring              | Begin jaren 1940           |           | Zeepvliet/Reedijk        | 51° 42' 49" NB, 4° 40' 38" OL | 521500 | Tankval |
| Overkluizing van de deels nog bestaande Ree- en Meervliet ter plaatse van de Bloemendaalse Zeedijk met daarboven een woonhuis en bedrijfsgedeelte | Industrie                | 1576                       |           | Bloemendaalse Zeedijk 40 | 51° 41' 35" NB, 4° 42' 1" OL  | 522687 | Overkluizing van de deels nog bestaande Ree- en Meervliet ter plaatse van de Bloemendaalse Zeedijk met daarboven een woonhuis en bedrijfsgedeelte |
| Kleine boerderij | Boerderij                | eerste helft 19e eeuw      |           | Streeplandsedijk 2       | 51° 41' 26" NB, 4° 39' 55" OL | 526416 | Upload foto |